# Vanilla africana
Vanilla africana ist eine Pflanzenart aus der Gattung Vanille (Vanilla) in der Familie der Orchideen (Orchidaceae). Sie wächst als Kletterpflanze im tropischen Afrika.

## Beschreibung
Vanilla africana ist eine immergrüne Kletterpflanze, die zehn Meter Länge, gelegentlich sogar noch mehr, erreicht. Die Blätter sind länglich-oval, an der Basis abgerundet und mit einem 0,5 Zentimeter langen Blattstiel versehen, vorne mit einer kurzen aufgesetzten Spitze endend. Sie werden fünf bis 13 Zentimeter lang und vier bis acht Zentimeter breit.
Der Blütenstand ist einfach oder wenig verzweigt, im unteren Bereich trägt er Tragblätter, die kleinen Laubblättern ähneln, weiter vorne werden die Tragblätter kleiner und schuppenartig reduziert. Blütenstiel und Fruchtknoten messen zusammen etwa vier Zentimeter. Die duftenden Blüten sind weiß mit rötlicher Zeichnung auf der Lippe. Sepalen und Petalen sind oval bis lanzettlich und messen 1,5 bis 2,5  Zentimeter Länge. Die Lippe ist etwa zwei Zentimeter lang, dreilappig, auf der Lippe befinden sich vier oder fünf nach hinten gerichtete Anhängsel. Die Seitenlappen der Lippe sind dreieckig und gerundet, der mittlere Lappen oval. Die Säule ist 1,2 bis 2,5 Zentimeter lang, gekrümmt, vorne verbreitert, sie ist auf zwei Drittel ihrer Länge mit den Seitenlappen der Lippe verwachsen.

## Verbreitung
Vanilla africana kommt im tropischen westlichen und zentralen Afrika vor, wo sie die Regenwälder von Liberia und Guinea im Westen bis zum Kongo im Südosten ihres Areals besiedelt.

## Systematik und botanische Geschichte
Vanilla africana wurde 1862 von Lindley in Journal of the Proceedings of the Linnean Society. Botany Band 6 Seite 137 erstbeschrieben. Die von Portères als Varietäten behandelten Vanilla africana var. laurentiana und var. gillettii gelten als Synonyme von Vanilla ramosa.
Innerhalb der Gattung Vanilla wird Vanilla africana in die Untergattung Xanata und dort in die Sektion Thethya, die sämtliche Arten der Paläotropis enthält, eingeordnet. Soto Arenas und Cribb geben besonders Vanilla ramosa als sehr ähnlich an. Zu den von Portères aufgezählten verwandten Arten Vanilla acuminata, Vanilla cucullata und Vanilla heterolopha fügen sie Vanilla crenulata, Vanilla hallei und Vanilla zanzibarica hinzu.